# View Royal
View Royal est une ville du Grand Victoria sur l'île de Vancouver en Colombie-Britannique au Canada. Elle fait partie du district régional de la Capitale. Elle a une population de 10 408 habitants en 2016> et comprend plus de 700 hectares de parcs.

## Démographie
| 2001  | 2006  | 2011  | 2016   |
| ----- | ----- | ----- | ------ |
| 7 271 | 8 768 | 9 381 | 10 408 |